# This Is England (filmzene)
A This Is England OST című lemez az azonos című 2007-es angol film zenéjét tartalmazza.

## Számok
1. 54/46 Was My Number (Toots & The Maytals - 3:13)
2. Come On Eileen (Dexys Midnight Runners - 4:02)
3. Tainted Love (Soft Cell - 3:42)
4. Underpass Flares (párbeszéd - 1:09)
5. Nicole (Gravenhurst - 5:14)
6. Cynth Dad (párbeszéd - 1:59)
7. Morning Sun (Al Murray And The Cimarons - 3:57)
8. Shoe Shop (párbeszéd - 2:43)
9. Louie Louie (Toots & The Maytals - 6:46)
10. Pressure Drop (Toots & The Maytals - 3:54)
11. Hair In Cafe (párbeszéd - 1:01)
12. Do The Dog (The Specials - 2:09)
13. Ritornare (Ludovico Einaudi - 7:23)
14. This Is England (párbeszéd - 1:25)
15. Return Of Django (The Upsetters - 3:31)
16. Warhead (UK Subs - 3:04)
17. Fuori Dal Mondo (Ludovico Einaudi - 5:58)
18. Since Yesterday (Strawberry Switchblade - 3:55)
19. Tits (párbeszéd - 2:33)
20. The Dark End Of The Street (Percy Sledge - 3:45)
21. Oltremare (Ludovico Einaudi - 5:04)
22. Please Please Please Let Me Get What I Want (Clayhill - 4:43)
23. Einaudi-Dietro Casa (Ludovico Einaudi - 4:49)
24. Never Seen The Sea (Gavin Clark - 3:18)